# 拉沙佩勒巴通 (维埃纳省)
拉沙佩勒巴通（法語：La Chapelle-Bâton，法語發音：[la ʃapɛl batɔ̃]）是法国新阿基坦大区维埃纳省的一个市镇，位于该省南部，属于蒙莫里永区。

## 地理
拉沙佩勒巴通（46°11'8"N, 0°23'39"E）面积29.68 平方千米，位于法国新阿基坦大区维埃纳省，该省份为法国中西部省份，北起曼恩-卢瓦尔省和安德尔-卢瓦尔省，西接德塞夫勒省，南至夏朗德省，东南接上维埃纳省，东临安德尔省。
与拉沙佩勒巴通接壤的市镇（或旧市镇、城区）包括：尚涅、沙鲁、加尔尼耶堡、茹塞、派鲁、圣罗曼、萨维涅。

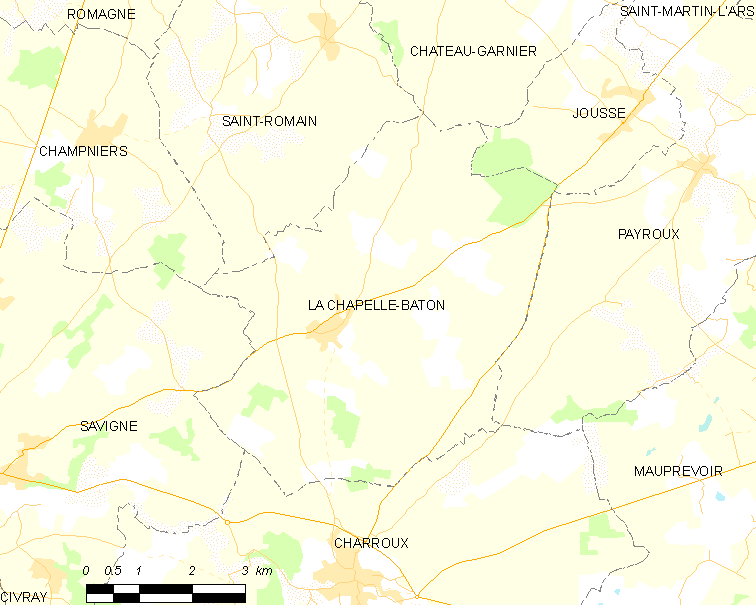
的OSM定位图

拉沙佩勒巴通的时区为UTC+01:00、UTC+02:00（夏令时）。

## 行政
拉沙佩勒巴通的邮政编码为86250，INSEE市镇编码为86055。

## 政治
拉沙佩勒巴通所属的省级选区为锡夫赖县。

## 人口

1962-2008年间人口变化图示

拉沙佩勒巴通于2022年1月1日时的人口数量为350人。